# Julija Belomestnych
Julija Vladimirovna Belomestnych (in russo Юлия Владимировна Беломестных?; traslitterazione anglosassone Yulia Vladimirovna Belomestnykh; Novotroick, 17 marzo 1996) è una bobbista ed ex velocista russa.

## Biografia
Dal 2012 al 2015 la Belomestnych ha praticato l'atletica leggera nelle discipline veloci, vincendo il titolo nazionale juniores nella staffetta 4x100 a Kazan' nel 2013. 
Compete nel bob dal 2015 come frenatrice per la squadra nazionale russa. Debuttò in Coppa Europa nel novembre 2015, gareggiando inizialmente con Elisaveta Zubkova, figlia dell'ex bobbista Aleksandr Zubkov. Si distinse nelle categorie giovanili vincendo una medaglia d'argento ai mondiali juniores di Winterberg 2017 nella speciale classifica riservata alle atlete under 23. Agli europei juniores vinse inoltre la medaglia di bronzo a Innsbruck 2020 e quella d'oro under 23 a Sigulda 2019.

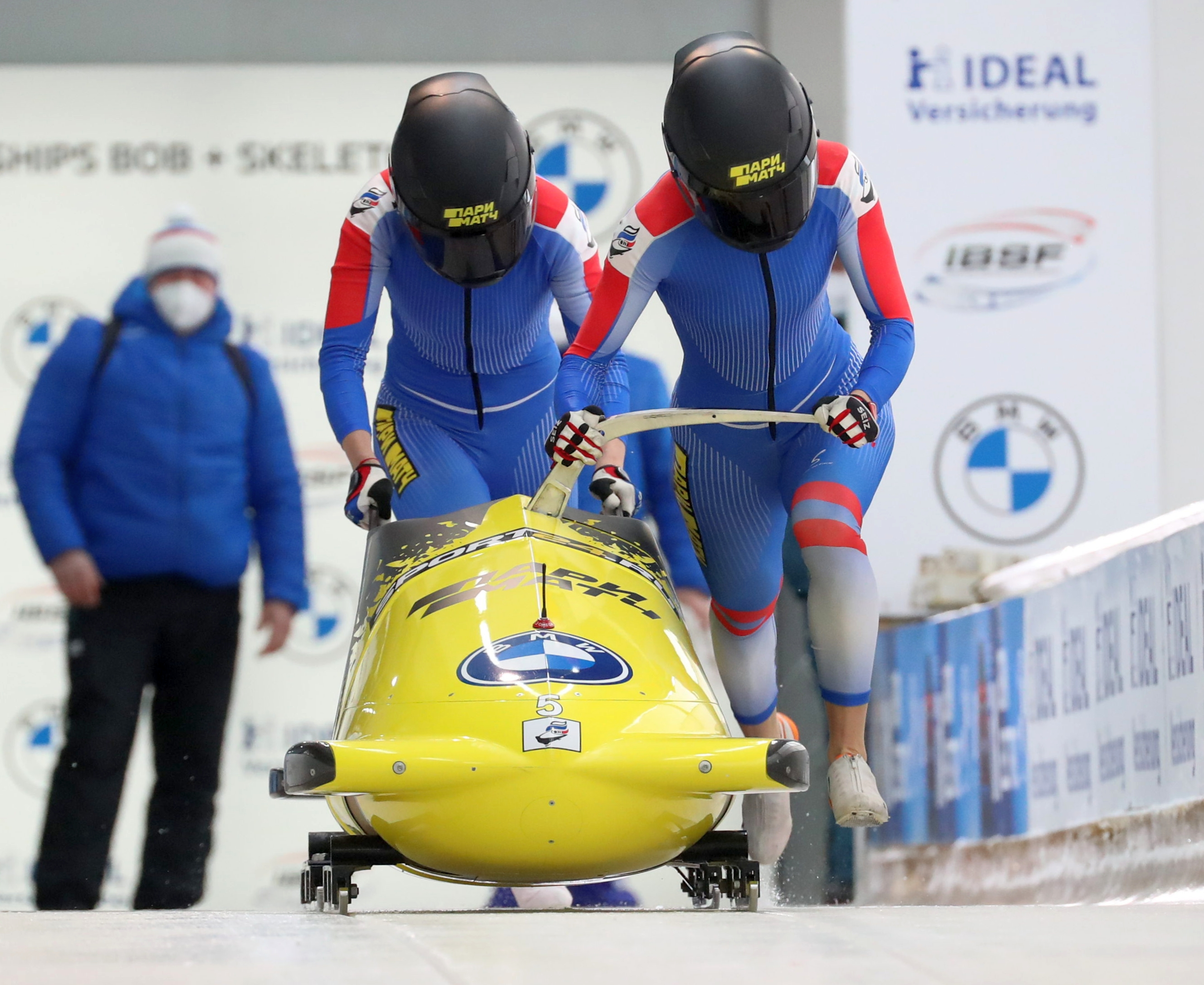
Julija Belomestnych (dietro) con Nadežda Sergeeva in gara nel bob a due ai campionati mondiali di Altenberg 2021

Esordì in Coppa del Mondo nella stagione 2015/16, il 6 febbraio 2016 a Sankt Moritz, dove si piazzò quindicesima nel bob a due con Nadežda Sergeeva; ottenne il suo primo podio il 7 dicembre 2018 a Sigulda, piazzandosi al secondo posto nella gara di bob a due con la Sergeeva.
Ha partecipato ai Giochi olimpici invernali di Pyeongchang 2018, classificandosi in sedicesima piazza nel bob a due in coppia con Aleksandra Rodionova.
Prese inoltre parte a tre edizioni dei campionati mondiali; nel dettaglio i suoi risultati nelle prove iridate sono stati, nel bob a due: undicesima a Igls 2016, sesta a Whistler 2019 e tredicesima ad Altenberg 2021; nella gara a squadre: ottava a Whistler 2019.
Agli europei conta invece due partecipazioni, detenendo quale miglior piazzamento il settimo posto raggiunto in due occasioni: a Igls 2017 con la Sergeeva ea Sigulda 2020 con Ljubov' Černych.

## Palmarès

### Mondiali juniores under 23
- 1 medaglia:
  - 1 oro (bob a due a Winterberg 2017).

### Europei juniores
- 1 medaglia:
  - 1 bronzo (bob a due a Innsbruck 2020).

### Europei juniores under 23
- 1 medaglia:
  - 1 oro (bob a due a Sigulda 2019).

### Coppa del Mondo
- 1 podio (nel bob a due):
  - 1 secondo posto.

### Circuiti minori

#### Coppa Europa
- 4 podi (tutti nel bob a due):
  - 1 vittoria;
  - 1 secondo posto;
  - 2 terzi posti.